# Кана (Ајова)
Кана (енгл. Kanawha) град је у америчкој савезној држави Ајова. По попису становништва из 2010. у њему је живело 652 становника.

## Демографија
Према попису становништва из 2010. у граду је живело 652 становника, што је -87 (-11.8%) становника више него 2000. године.
| Група             | 2000.       | 2010.       |
| Белци             | 712 (96,3%) | 602 (92,3%) |
| Афроамериканци    | 0 (0,0%)    | 5 (0,8%)    |
| Азијати           | 0 (0,0%)    | 2 (0,3%)    |
| Хиспаноамериканци | 17 (2,3%)   | 34 (5,2%)   |
| Укупно            | 739         | 652         |